# 維拉薩利亞山
16°10′15″S 70°18′06″W / 16.17083°S 70.30167°W
維拉薩利亞山（Wila Salla），是秘魯的山峰，位於該國東南部普諾大區，由皮查卡尼區和聖安東尼奧區負責管轄，屬於安地斯山脈的一部分，海拔高度4,987米。